# Melchisedek

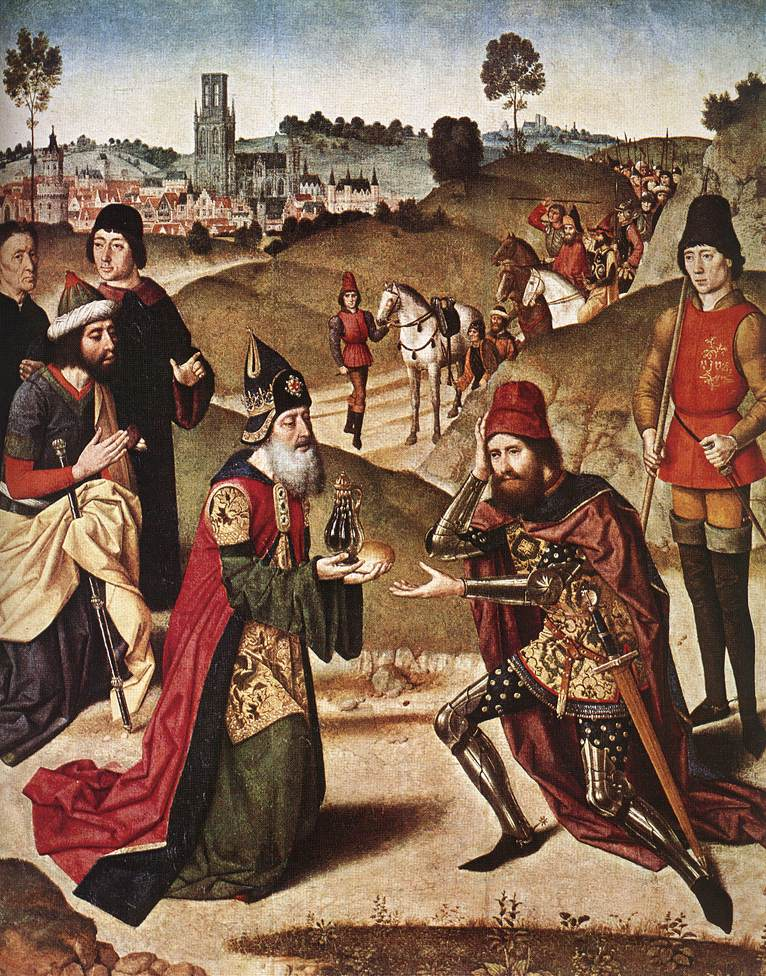
Ontmoeting van Abraham en Melchisedek — door Dirk Bouts, 1464–67

Melchisedek (Hebreeuws: מַלְכִּי־צֶדֶק, malkî ṣædæq, "koning van rechtvaardigheid" of "mijn koning is rechtvaardig") was volgens de traditie in de Hebreeuwse Bijbel ten tijde van aartsvader Abraham de "koning van Salem" en "priester van God, de Allerhoogste" (Genesis 14:18).

## Hebreeuwse Bijbel
Melchisedek wordt in de Hebreeuwse Bijbel op twee plaatsen genoemd: in Genesis 14 en Psalm 110:4.

### Genesis 14
In Genesis ontmoet Abraham (in deze passage nog Abram genoemd) na een succesvolle slag Melchisedek, die als koning van Salem en priester van de Allerhoogste God wordt geïntroduceerd. Hij brengt Abram brood en wijn en spreekt daarna een zegenspreuk over Abram uit en daarna over de Allerhoogste God: "Gezegend zij Abram door God, de Allerhoogste, schepper van hemel en aarde. Gezegend zij God, de Allerhoogste: uw vijanden leverde hij aan u uit." Daarna gaf Abram aan Melchisedek een tiende van de buit (Genesis 14:19-20).

### Psalm 110
Buiten Genesis 14 wordt Melchisedek in de Hebreeuwse Bijbel alleen nog genoemd in de zogenoemde "koningspsalm" 110:4: "De HEER heeft gezworen, en komt op zijn eed niet terug: 'Je bent priester voor eeuwig, zoals ook Melchisedek was'."

## Interpretatie en vraagstukken

### Welke tekst is de oudste?
Het is niet duidelijk welke tekst (Genesis of Psalmen) in de voorliggende literaire vorm de oudste is. Hoewel de tekst in de Psalmen geen enkele context geeft, zijn er argumenten om aan te nemen dat deze vermelding ouder is dan de tekst in Genesis.

### Etiologische passage
De passage in Genesis 14:18-20 is waarschijnlijk in de Perzische of hellenistische tijd in de tekst over Abraham en de koning van Sodom ingepast. Genesis 14:17,21 gaan immers over Abraham en de koning van Sodom, waarbij Melchisedek niet optreedt. En in de verzen 18-20 is van de koning van Sodom geheel geen sprake. De verzen 18-20 moeten dan ook etiologisch worden geïnterpreteerd. De plicht om tienden aan de tempel in Jeruzalem af te dragen, werd gelegitimeerd door het verhaal over Abraham.

### Salem
De aanduiding "Salem" wordt verder alleen in Psalm 76:3 gebruikt, parallel met Zion. Hierdoor wordt Salem al sinds de antieke en vroegmiddeleeuwse exegese geïdentificeerd als Jeruzalem. Dit werd versterkt door de verwantschap van "Salem" met "Sjalom" (vrede).

### Volk
Van welk volk Melchisedek de priester-koning was, wordt niet vermeld. Hij was koning van Salem en kennelijk geen Hebreeër, want zo wordt Abram genoemd (Genesis 14:13), niet Melchisedek. (Israëlieten of Judeërs waren er toen uiteraard nog niet).

### Allerhoogste God
Melchisedek wordt priester van el eljon, "Allerhoogste God" genoemd. Bijbelwetenschappers zijn het er niet over eens of dit refereert aan JHWH of dat dit een referentie is naar een Kanaänitische god.
In de Hebreeuwse Bijbel zei JHWH in het verhaal over Mozes en het brandende braambos dat hij zich aan Abraham had bekendgemaakt als el sjaddai (Exodus 6:3). Als JHWH ook el eljon is en dus de god die Abram zegende, ligt het niet voor de hand dat Melchisedek Abram zegent. Het zou eerder andersom zijn geweest.
Het is mogelijk dat Melchisedek priester was van El. Psalm 82:6 laat JHWH namelijk verschijnen in de raad van El en beoordeelt Hij de andere goden als slechte heersers. Bij het benoemen van de goden als עֶלְי֣וֹן וּבְנֵ֖י, ūḇənê ‘elyōwn, "zonen van Eljon" komen we Eljon tegen als een naam van El, die in deze functie ook op andere plaatsen in de Hebreeuwse Bijbel wordt gebruikt. Dat JHWH oorspronkelijk een zoon was van El, sluit aan bij de zegen die Melchisedek uitspreekt over Abram en niet andersom.
Melchisedek was koning van Salem. Meestal wordt Salem als aanduiding van een plaats gebruikt en in de exegese gelijkgesteld aan Jeruzalem, maar het zou ook kunnen dat Melchisedek de opperpriester was van Salem, een Kanaänitische god die uit Ugaritische en Mesopotamische teksten bekend is en ook werd vereerd door de Jebusieten. Volgens 1 Kronieken 11:4-9 waren de Jebusieten ten tijde van koning David de bewoners van Jeruzalem. Genesis 10:15,16 noemt de Jebusieten al, maar er zijn geen aanwijzingen dat Melchisedek een Jebusiet was.
Joseph Fitzmyer verbindt Genesis 14 met de vermelding van een god die "Allerhoogste" wordt genoemd die een van drie mogelijke vertalingen is van een inscriptie uit ± 750 v.Chr. die werd gevonden in As-Safirah in Syrië.

### Naam of titel?
Het is niet zeker of in Psalm 110 Melchisedek als naam gelezen moet worden. Sommige onderzoekers pleiten ervoor מַלְכִּי־צֶדֶק, Malkhî Ṣædæq, "koning van rechtvaardigheid" letterlijk te vertalen, en dus te lezen: "Je bent priester voor eeuwig, koning van rechtvaardigheid volgens mijn besluit". Vanuit dit nominaal gebruik beschouwen zij het gebruik voor een persoon in Genesis 14 als een latere personificatie.

### Legendarisch figuur?
Hier grijpt de auteur van de Psalm terug op een figuur uit de voorgeschiedenis van Israël, om deze de koning, naar wie hier wordt verwezen, als een goed, navolgenswaardig voorbeeld voor te houden. Het gebruik van een dergelijk legendarisch figuur is ongebruikelijk in de Hebreeuwse Bijbel, maar niet in de poëzie van het begin van de hellenistische periode. Het wordt bijvoorbeeld toegepast in de Griekse hymnen (encomia), waarin de toegezonden koning op één lijn wordt geplaatst met Hercules, om de koning een aansprekende uitstraling te geven. In Psalm 110:4 wordt Melchizedek met hetzelfde doel genoemd, namelijk om de toegezongen koning een groot aanzien te geven, waarin het "prototype van het priesterschap" als streven wordt voorgesteld, waar hij naar dient te ijveren. In het verlengde hiervan bestaat een traditie die Epiphanius noemde, waarin Hercules werd gezien als de vader van Melchisedek.

## Doorwerking in het Jodendom
Volgens sommige tradities werd aangenomen dat Melchisedek dezelfde was als Sem, zoon van Noach.
In de Dode Zee-rollen komt Melchisedek verschillende keren voor. In de Genesis Apokryphon (1Q20) verschijnt hij op vergelijkbare wijze als in Genesis 14.
Daarnaast komt hij voor in het Visioen van Amram (4QAmram) en uitvoerig in de zogenoemde Melchisedek-rol (11QMelch ook wel aangeduid als 11Q13). Of dit dezelfde figuur betreft als in Genesis 14 is omstreden. Er wordt namelijk geen enkele verwijzing naar dit verhaal gemaakt en Melchisedek wordt hierin ook geen koning of priester genoemd. Hij wordt hierin als een hemelse gestalte voorgesteld, met de functie van een hemelse rechter die gevallen engelen de straf van God oplegt. Hierin wordt Melchisedek de Messias van de Geest genoemd. Aan het eind van de tekst wordt hij benoemd als de heerser over "de zonen der rechtvaardigheid die het covenant nakomen" en de eeuwige vrede herstelt.
Het is mogelijk dat hij ook in 4Q401 en 4Q403 wordt genoemd, maar die rollen zijn dermate beschadigd dat dit niet met zekerheid kan worden vastgesteld.
In het Tweede boek van Henoch, geschreven in de eerste eeuw, wordt Melchisedek geboren uit het lichaam van de overleden vrouw van een broer van Noach. Reeds bij zijn geboorte is hij een volledig ontwikkeld kind dat kan praten. Veertig dagen na zijn geboorte wordt hij door de aartsengel Gabriël meegenomen naar de Hof van Eden waardoor hij niet met de komende zondvloed zal worden geconfronteerd.

## Doorwerking in het Nieuwe Testament
In het Nieuwe Testament wordt Melchisedek alleen in Hebreeën 7:1-19 genoemd. Verder zijn geen van Hebreeën onafhankelijke tradities of interpretaties bewaard gebleven. Alleen het gebruik van brood en wijn bij het Laatste Avondmaal en de doorwerking in de eucharistie kunnen eventueel worden herleid tot Melchisedek, aangezien in het verhaal over de uittocht uit Egypte en het hiernaar verwijzende Pesach alleen van ongezuurde broden sprake is, niet van wijn.
In Hebreeën maakt de schrijver duidelijk dat Jezus Christus priester was in de orde van Melchisedek. De persoon uit Psalm 110 is dan Christus. Eerst legt de auteur het optreden van Melchisedek uit. Daarna stelt hij dat Melchisedek belangrijker was dan Abraham. Vervolgens maakt hij de sprong naar de priesters van Israël. De priesters zijn voortgekomen uit Abraham, dus daarom zijn ook zij minder belangrijk dan Melchisedek. De patristische exegese ziet Melchisedek hierin vooral in het licht van vers 3: "Hij heeft geen vader of moeder, geen stamboom, geen oorsprong of levenseinde en lijkt op de Zoon van God — hij is priester voor altijd." Jezus Christus is ook priester, maar hij kwam niet voort uit een priestergeslacht. Wel is Jezus priester in de orde van Melchisedek, dit duidt een volmaaktere manier van hogepriester zijn aan. Bovendien waren de koningen van Israël volgens de wet van Mozes niet bevoegd om priesterdienst te verrichten. Melchisedek was zowel koning als priester. Jezus is ook koning en priester tegelijk. Vervolgens gaat de schrijver in op de implicaties die dit nieuwe en volmaakte hogepriesterschap van Christus heeft.
Sommige onderzoekers denken dat de auteur van Hebreeën zich in deze passage verzette tegen of juist sympathiseerde met opvattingen dat Melchisedek een bovenaards wezen of engel was of dat hij Melchisedek hield voor een pre-existentie van Christus.

## Doorwerking in latere literatuur
Melchisedek (NHC IX.I) is een gnostisch geschrift, dat in een Koptische vertaling onderdeel was van de vondst van de Nag Hammadigeschriften in 1945. De oorspronkelijk Griekse tekst dateert van omstreeks 200. Hierin ontvangt Melchisedek twee openbaringen. In de eerste wordt een rol voor Melchisedek geprofeteerd in een strijd aan het eind van de tijden. Hij wordt daarbij aangesproken als degene van wie alle stammen en volkeren U, Heilige Hogepriester de hoop en de gaven van het leven hebben ontvangen. In de tweede openbaring is net als in de eerste de kruisiging en opstanding van Jezus het centrale thema. Door de vele lacunes in de tekst is het niet duidelijk of Christus en Melchisedek in dit deel van de tekst wel of niet met elkaar geïdentificeerd worden. Op het vakgebied verschillen de opvattingen ook hierover. Wel wordt gezegd, dat de overwinning van Jezus Christus de overwinning van Melchisedek is.
In de gnostische literatuur komt Melchisedek verder voor in de Pistis Sophia en de Boeken van Jeu. In de Pistis Sophia wordt hij door Jezus geïdentificeerd in een openbaring aan Maria Magdalena. Hier bestrijdt hij boze machten, zoals de archonten en de plaatsen van Hekate en voert hij de door hen gevangen en gestrafte zielen terug naar een plaats waar zij herboren kunnen worden. In het Tweede boek van Jeu is hij een hemelse priester die verantwoordelijk is voor de organisatie van een doopritueel.
In de Targoem Neofiti, een geschrift uit de tweede eeuw, wordt Melchisedek geïdentificeerd als Sem de oudste zoon van Noach. Flavius Josephus en Philo van Alexandrië beschrijven hem als een strikt menselijke koning-priester van Jeruzalem.

## Theofanie
Sommigen zien in de persoon van Melchisedek een theofanie. Het Urantia Boek stelt dat Melchisedek deel uitmaakt van een bepaalde geestelijke orde, halverwege de ladder tussen mens en God, de Melchisedeks, en dat de missie van Melchisedek destijds was om het proces van vergeestelijking op aarde, ingezet met de komst van de ouders van het violette ras, ook wel Adam en Eva genoemd (34.000 jaar voor Melchisedek), weer nieuw leven in te blazen.

## Melchisedech in de beeldende kunsten

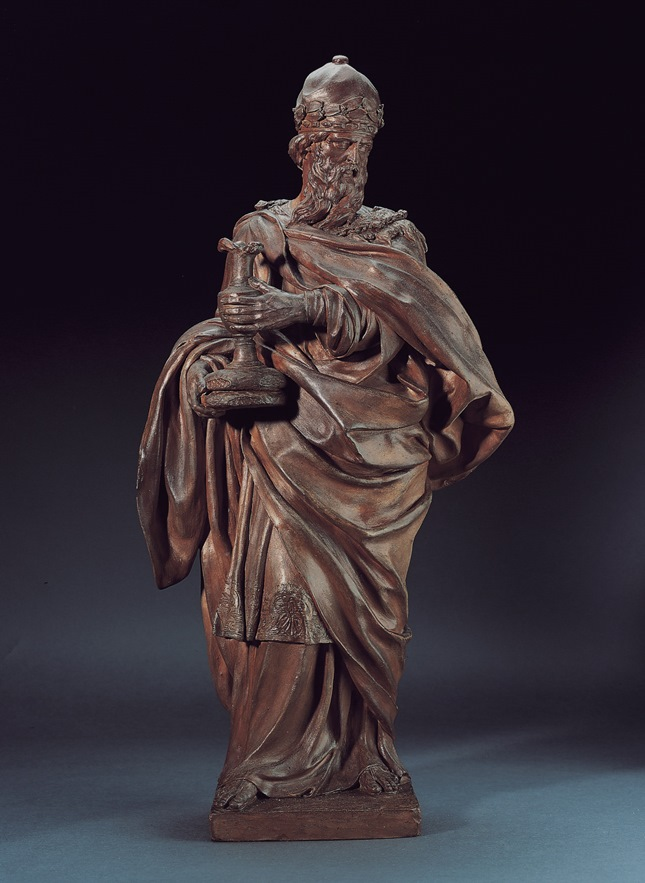
Jacques Bergé, Melchisedech, KMSKA (Bruikleen Erfgoedfonds, Koning Boudewijnstichting.